# Estádio Boca do Lobo
O Estádio Boca do Lobo é um estádio de futebol da cidade de Pelotas no Estado do Rio Grande do Sul,  Brasil, que tem como proprietário o Esporte Clube Pelotas, tendo sido construído em 1908.
Inicialmente o estádio era conhecido como Estádio da Avenida, mas por sua localização em um entroncamento de ruas na cidade conhecido como "boca de lobo", e com a posterior adoção do "Lobão" como mascote oficial do clube, o estádio passou a ser conhecido como Estádio Boca do Lobo, sendo este, hoje, o seu título oficial.
Até 2009, tinha capacidade para 18.324 pessoas, mas após o termino da uma nova arquibancada com capacidade para 5.012 pessoas, o estádio passa a ter como capacidade oficial 23.336 pessoas.
Em seu redor existem 68 lojas, integrando o Shopping Lobão, Churrascaria Lobão, Galeteria Lobão, posto Petrobras e diversos outros pontos comerciais, bares e restaurantes na avenida de maior movimento da cidade.
É o estádio mais antigo do país em atividade, tendo sido inaugurado no dia 25 de outubro de 1908, em uma partida entre o Pelotas e Rio Grande.
Em maio de 2024, o estádio foi convertido em um abrigo para cachorros, o Canil Solidário, em decorrência das enchentes no Rio Grande do Sul. A iniciativa veio de um dos associados do clube, Vinícius Braga Conrad.